# تاريخ قره باغ (كتاب)
تاريخ قره باغ هو كتاب ألَّفه ميرزا جمال جافانشير في وقت ما بعد عام 1847 عن تاريخ منطقة قره باغ. وقد كُتب باللغة الفارسية، اللغة الأدبية للمسلمين في القوقاز، وقد أمر بتأليفه نائب الملك الروسي في القوقاز آنذاك، ميخائيل سيميونوفيتش فورونتسوف [الإنجليزية] (في منصبه من 1844 إلى 1854). يتناول الكتاب تاريخ منطقة قره باغ منذ الفتح الإسلامي ووصول العرب مرورًا بالفتح الإسلامي لإيران في القرن السابع، وحتى الغزو الإمبراطوري الروسي من خلال الحرب الروسية الفارسية 1804-1813.
يركز الكتاب بشكل أساسي على خانية قره باغ، من عصر نادر شاه (حكم من عام 1736 إلى عام 1747) حتى وفاة إبراهيم خليل خان في عام 1806. يصف قسم من العمل أيضًا الصراع بين خانات عشيرة جافانشير [الإنجليزية] والملك الأرمني في كاراباخ [الإنجليزية]، والذي، وفقًا لجورج بورنوتيان [الإنجليزية]، له أهمية خاصة، لأنه يتعامل مع الوجود الأرمني الكبير في منطقة قره باغ، ومع ذلك فقد كتبه مؤلف من تراث غير أرمني.
على الرغم من كتابته باللغة الفارسية، فإن عمل ميرزا جمال جوانشير هو في الواقع نتاج للتأريخ الأذربيجاني. تم الاحتفاظ بالمخطوطة الأصلية في أرشيف الأكاديمية الوطنية الأذربيجانية للعلوم في باكو.
ترجم أدولف بيرجه الكتاب إلى اللغة الروسية ترجمة مبسطة في صحيفة القوقاز في عام 1855. وقد نشرت أكاديمية العلوم في جمهورية أذربيجان السوفييتية ترجمات دقيقة للعمل باللغتين الروسية والأذربيجانية في عام 1959. في ترجمة أذربيجانية عام 1989 للعمل الذي حرره ناظم أخوندوف، تم تغيير النص عمدًا لاستبعاد الإشارة إلى الأرمن. نشر جورج بورنوتيان ترجمة إنجليزية مشروحة للعمل في عام 1994، بالإضافة إلى طبعة ثانية في عام 2004.